# Hexacosane
L'hexacosane est un hydrocarbure linéaire de la famille des alcanes de formule brute C26H54 .